# Zamarada melpomene
Zamarada melpomene är en fjärilsart som beskrevs av Charles Oberthür 1912. Zamarada melpomene ingår i släktet Zamarada och familjen mätare. Inga underarter finns listade i Catalogue of Life.